# Licenza di uccidere
Licenza di uccidere (noto anche come L'impronta del drago, in inglese Dr. No) è un romanzo di Ian Fleming, il sesto incentrato sulle avventure di James Bond, agente in codice 007. Venne pubblicato in lingua originale nel 1958.

## Trama
In Giamaica, il comandante Strangways e la sua segretaria vengono uccisi e gettati in mare, mentre stavano sorvegliando le misteriose attività nell'isola di Crab Key, deposito di guano e riserva naturale degli uccelli Spatola Rosata, acquistata da un certo Dottor No. Altri agenti, mesi prima, si erano orribilmente schiantati con il loro aereo sulla pista d'atterraggio dell'isola, apparentemente per un incidente. Il Servizio Segreto britannico però, non convinto, aveva mandato Strangways e la segretaria sul posto.
Il Governatore della Giamaica ritiene che i due agenti, svaniti nel nulla, siano fuggiti per amore. M non crede alla sua versione e decide di mandare James Bond a indagare, sotto la copertura di una tranquilla vacanza per 007, la cui ultima missione era finita con una lunga degenza. Prima, però, M fa sostituire a Bond la sua Beretta 418 con due nuove armi, una Smith & Wesson 38 e una Walther PPK.
Arrivato sul posto, Bond è accompagnato in albergo da Quarrel, una sua conoscenza dai tempi di Vivi e lascia morire, ma si accorge di essere seguito da un'automobile. Bond e Quarrel, dopo diverse indagini, decidono di fare una visita a Crab Key, assai temuta dagli abitanti del posto, perché si narra che vi dimori un drago sputafuoco. Partiti di notte, arrivati di mattina, scorgono uscire dall'acqua una ragazza nuda che porta alcune conchiglie: è Honey Rider e si reca spesso a Crab Key in cerca di preziose conchiglie che poi rivende.
Honey si aggrega a Bond e Quarrel e trascorrono la notte in fuga dagli scagnozzi del Dottor No. Una notte successiva i tre vedono arrivare il drago, ma Bond riconosce subito nel drago un'auto truccata. Quarrel viene ucciso dalle fiamme sputate dalla macchina, mentre Bond e Honey vengono portati nella fortezza del Dottor No e sistemati in alcune camere. Finalmente fanno conoscenza con il loro nemico e il suo piano: il Dottor No è un cinese, ferito con una pallottola nel petto da gangster connazionali, che gli hanno poi tagliato le mani per punirlo di aver rubato loro un tesoro.
Il Dottor No è riuscito a sopravvivere, avendo il cuore a destra, e si è ritirato a Crab Key. Fa poi portare Honey sulla spiaggia dove, legata, attende di essere divorata dai crostacei, e Bond in una stanza, dalla quale può fuggire solo affrontando diverse prove. 007 percorre un corridoio dal pavimento ustionante, poi gelido, incontra una moltitudine di ragni, poi un calamaro enorme. Sopravvissuto, Bond uccide il Dottor No seppellendo sotto uno spesso strato di guano, ritrova Honey, che era riuscita a scappare senza troppe difficoltà dal supplizio mortale ideato dal Dottor No, torna in Giamaica e fa rapporto a M, per poi godersi una notte d'amore con Honey.

## Personaggi
- James Bond, agente segreto britannico
- Honeychile Ryder, Bond girl, cercatrice di conchiglie
- Dottor No, misterioso imprenditore in fertilizzanti biologici
- Quarrel, agente del servizio segreto britannico in Giamaica

## Edizioni
- Ian Fleming, Il dottor No, traduzione di Carlo Borelli, R65, Garzanti, 1965.[2]
- Ian Fleming, Licenza di uccidere, collana Teadue, traduzione di Carlo Borelli, TEA, 1991.
- Ian Fleming, Il Dottor No, a cura di Matteo Codignola, traduzione di Flavio Santi, Adelphi, 2016.

## Adattamenti cinematografici
Sebbene il romanzo sia il sesto della serie dedicata a 007, Harry Saltzman e Albert R. Broccoli ne trassero il primo Bond movie, Agente 007 - Licenza di uccidere (1962), per la regia di Terence Young, che annovera nel cast Sean Connery nel ruolo di James Bond, Ursula Andress in quello di Honey Rider e Joseph Wiseman in quello del dottor No.